# Formicarius (släkte)
Formicarius är ett fågelsläkte i familjen myrtrastar inom ordningen tättingar. Släktet omfattar sex arter med utbredning från södra Mexiko till norra Bolivia:
- Rostkronad myrtrast (F. colma)
- Svartmaskad myrtrast (F. analis)
- Mayamyrtrast (F. moniliger)
- Rödpannad myrtrast (F. rufifrons)
- Svarthuvad myrtrast (F. nigricapillus)
- Rostbröstad myrtrast (F. rufipectus)